# Warface
Warface: Clutch (initialement connu sous le nom Warface) est un jeu vidéo de tir à la première personne multijoueur en ligne en free-to-play sorti initialement le 21 octobre 2013 sur PC, puis sur Xbox 360 le 22 avril 2014 et sur Xbox one, puis adapté pour la plateforme PlayStation 4, et devenu disponible le 18 septembre 2018 (sur PS4). Le 1er juillet 2014, le jeu est officiellement disponible sur Steam. Il est également disponible sur Nintendo Switch depuis le 17 février 2020. Le jeu est développé avec le moteur graphique CryEngine par les équipes de Crytek Kiev, accompagnées de Crytek Seoul et de Crytek UK. Le jeu sur Xbox 360 est arrêté le 1er février 2015.

## Système de jeu
Warface est un jeu de tir à la première personne multijoueur en ligne. Le jeu propose beaucoup de modes : en joueur contre joueur (battle royale, missions en équipe), ou en coopération face à des ennemis dirigés par l'intelligence artificielle.

## Commercialisation
Crytek annonce Warface en novembre 2010. Le jeu, qui adopte un modèle économique free-to-play, est alors prévu sur PC et a pour vocation de s'installer spécifiquement sur le marché chinois, via le service de jeu en ligne de Tencent,.
En août 2011, Crytek envisage de lancer le jeu en Europe et Amérique du Nord pour l'année 2012. Toutefois, plus aucune information n'émane alors pour ces régions, tant et si bien que l'éditeur communique à nouveau en juillet 2012, que la sortie de Warface est clairement prévu, sans pour autant confirmer de date précise. À cette occasion, Trion Worlds annonce qu'il est l'éditeur du jeu aux États-Unis, en Europe, Turquie, Australie et Nouvelle-Zélande. Entre-temps, une bêta du jeu est sorti en Russie, via le service en ligne de Mail.Ru Group, tandis que le jeu s'est vu édité par Nexon à Taïwan et en Corée du Sud. En août 2012, Trion profite de la gamescom pour dévoiler les premiers visuels du jeu à l'encontre du public occidental.

## Contenu téléchargeable
Le jeu possède 12 DLC sur Steam : Warface - Battle Royale (gratuit), Warface - Defender Pack, Warface - Deluxe Starter Pack, Warface - Winter Starter Pack, Warface - Jungle Starter Pack, Crysis Male Nanosuit Pack, Crysis Female Nanosuit Pack, Warface - Complete Tournament Pack, Rifleman Tournament Pack, Sniper Tournament Pack, Medic Tournament Pack, Engineer Tournament Pack.
Il est aussi possible d’acheter des Kredits, symbolisés par un K orange dans un cercle blanc. Les Kredits servent à acheter du contenu spécial comme des armes puissantes, des armures, des grenades et un battle pass (qui permet de débloquer tout genres d’items), des apparences pour personnage et armes.